# Laurențiu Luca
Laurențiu Luca (n. 1865 – d. 1930, Arad, județul Arad) a fost un deputat în Marea Adunare Națională de la Alba Iulia, organismul legislativ reprezentativ al „tuturor românilor din Transilvania, Banat și Țara Ungurească”, cel care a adoptat hotărârea privind Unirea Transilvaniei cu România, la 1 decembrie 1918 :p. 87.

## Biografie
A fost ziarist la Tribuna din Arad, iar după 1918 la Românul din Arad :p. 87.  

## Activitatea politică
Ca deputat în Adunarea Națională din 1 decembrie 1918, Laurențiu Luca a fost delegat al presei române din Arad :p. 87.